# Pesaro

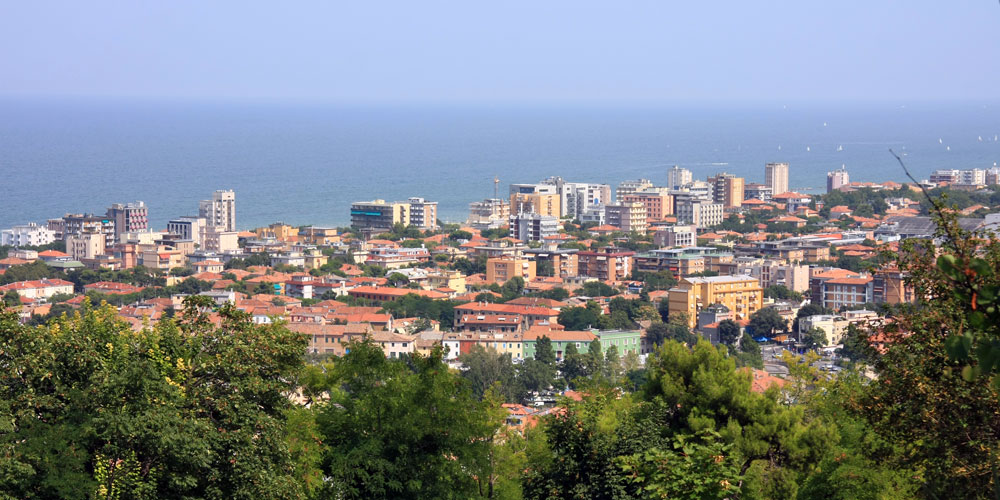
Pesaro

Pesaro (Italiaanse uitspraak met de klemtoon op de e en met de s als een Nederlandse z) is een stad in de regio Marche, Italië, ongeveer 60 kilometer ten noorden van Ancona en 36 kilometer ten zuiden van Rimini. Het is de hoofdstad van de provincie Pesaro-Urbino. Pesaro ligt aan de Adriatische Zee. Het is een belangrijke haven- en badplaats. Het ligt naast het Parco Naturale del Monte San Bartolo.

## Geschiedenis
Pesaro is gesticht door de Romeinen in het jaar 184 voor Christus onder de naam Pisaurum. Van 1523 tot 1631 was het de hoofdstad van het Hertogdom Urbino.
De stad is ook de geboortestad van de componist Gioacchino Rossini naar wie het conservatorium en theater vernoemd zijn. Ieder jaar wordt er in het centrum het Rossini Opera Festival georganiseerd.

## Bezienswaardigheden
De belangrijkste monumenten van de stad zijn onder meer het:
- Palazzo Ducale uit de tweede helft van de 15de eeuw aan het Piazza del Popolo. Ontworpen door Alessandro Sforza.
- Duomo di Pesaro, kathedraal
- Rocca Costanza, het 14de-eeuwse kasteel gebouwd door Costanzo I Sforza, later was het een gevangenis
- bolvormige kunstwerk van Arnaldo Pomodoro op de Piazzale della Libertà aan zee
- Geboortehuis van Gioacchino Rossini, aan de 34 Via Rossini 34
- Musei Civici Pesaro[3]
- Museo Benelli [4]

## Evenementen
- Pesaro filmfestival (Mostra Internazionale del Nuovo Cinema) sinds 1965.[5]
- Rossini Opera Festival elke zomer sinds 1980
- Spelen van het Victoria Libertas Pesaro (basketbal team, bekend als Scavolini Pesaro)

☆Benelli Week, jaarlijks terugkomend motor evenement

## Galerij

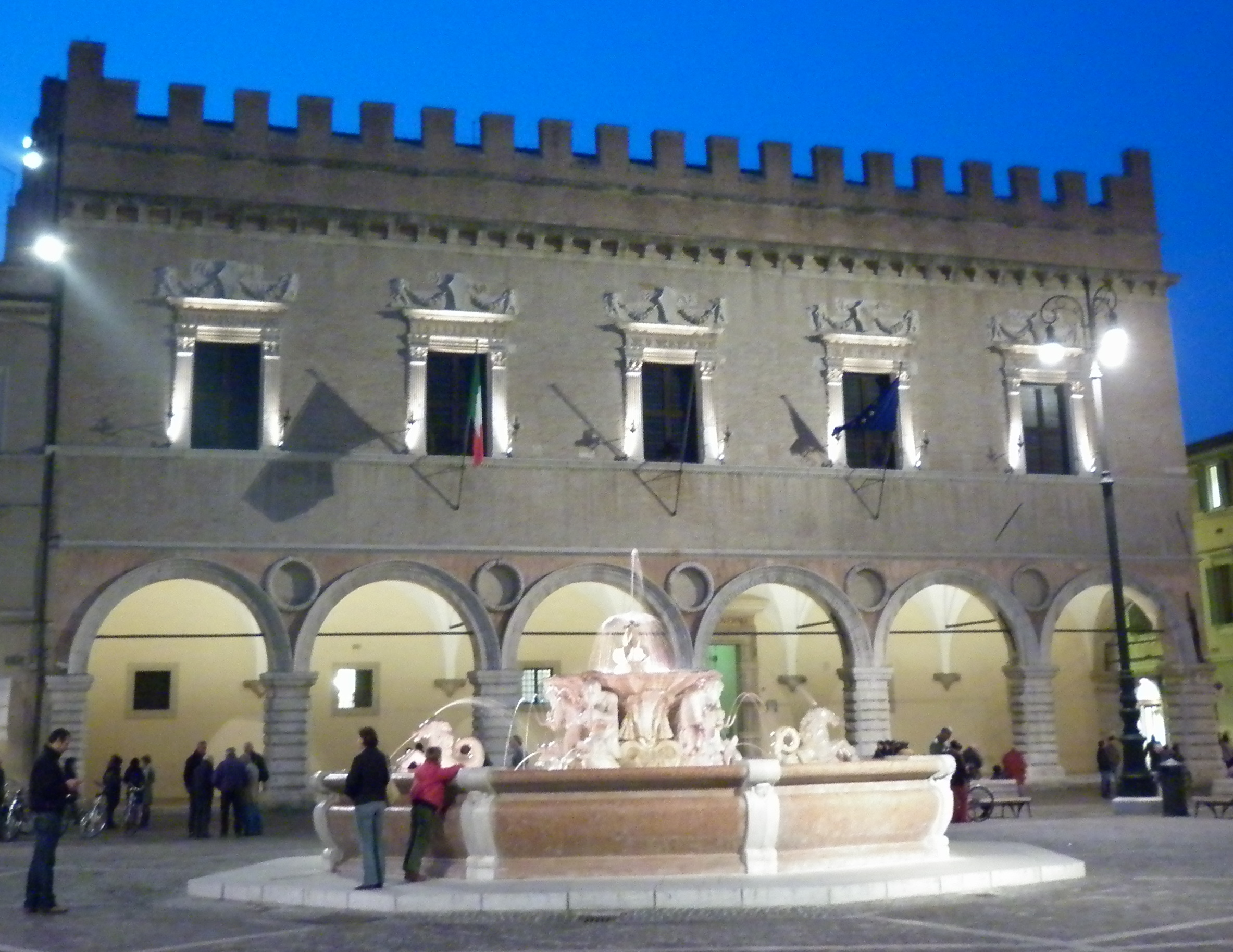
Palazzo Ducale
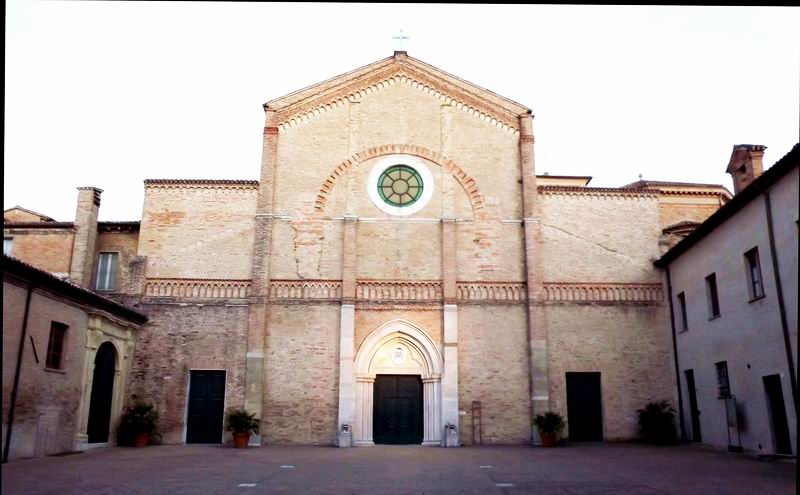
Duomo di Pesaro
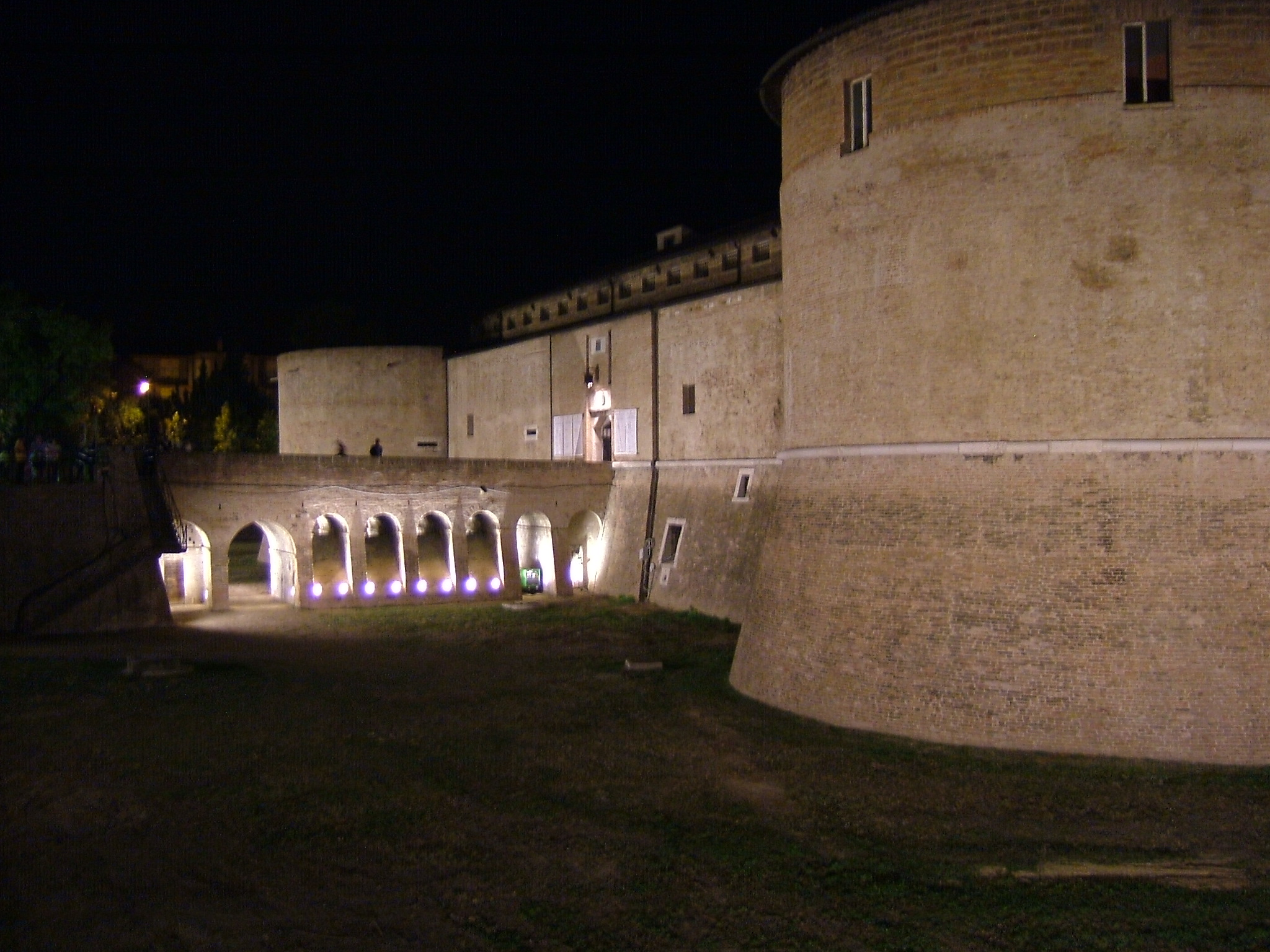
Rocca Costanza
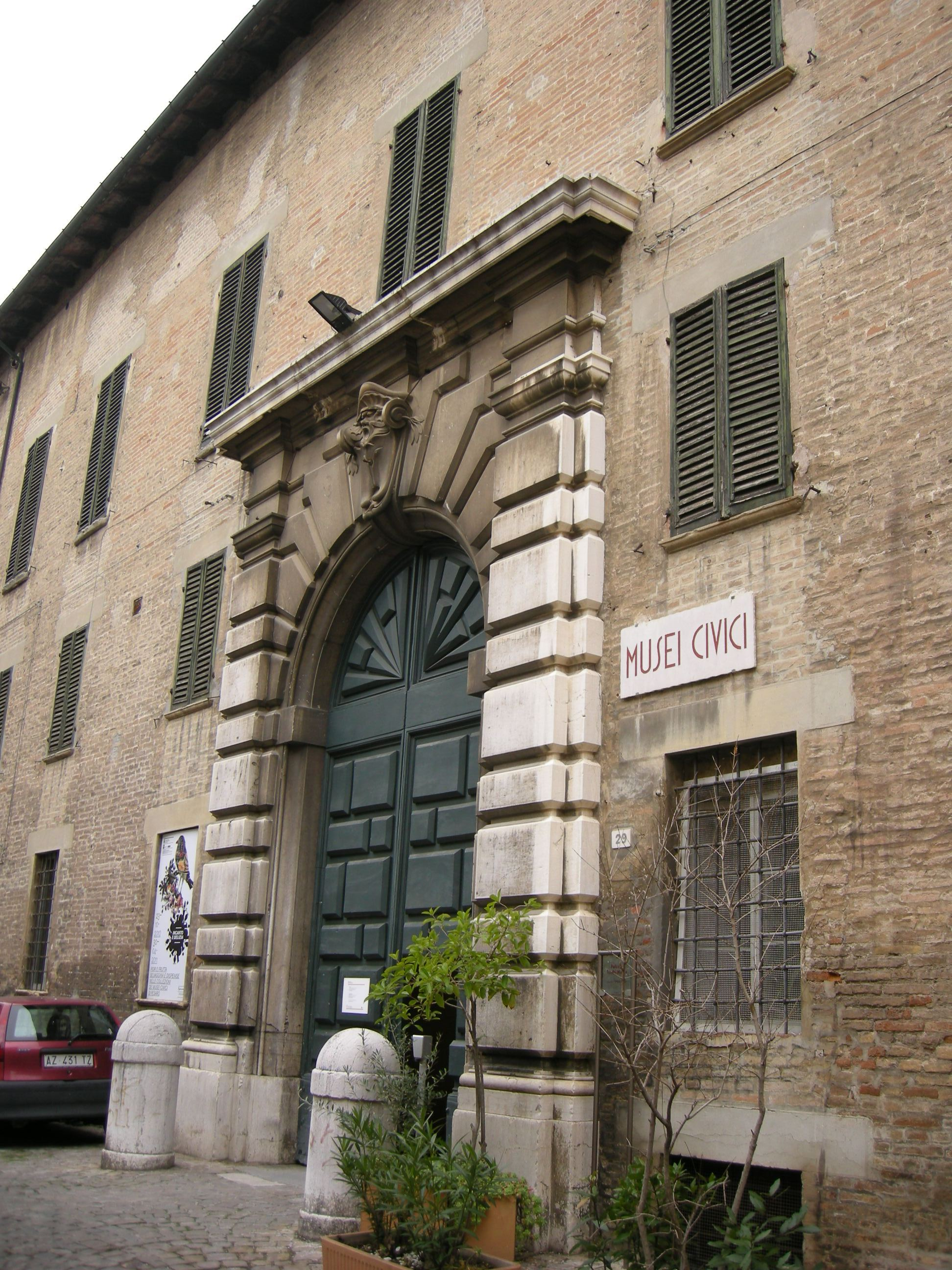
Musei Civici Pesaro

## Verkeer en vervoer
Pesaro is bereikbaar via de E65, A14. Station Pesaro is een treinstation aan de spoorlijn Bologna–Ancona.

## Geboren in Pesaro
- Gioachino Rossini (1792-1868), componist
- Dorino Serafini (1909-2000), Formule 1-coureur
- Renata Tebaldi (1922-2004), operazangeres (sopraan)
- Arnaldo Forlani (1925-2023), politicus; premier 1980-1981
- Riz Ortolani (1926-2014), filmcomponist
- Enrico Paolini (1945-2025), wielrenner
- Graziano Rossi (1954), wegracecoureur
- Gianni Morbidelli (1968), autocoureur
- Massimo Ambrosini (1977), voetballer
- Filippo Magnini (1982), zwemmer
- Federico Canuti (1985), wielrenner